# Chi Cá bướm
Chi Cá bướm, tên khoa học là Chaetodon, là chi cá biển có số lượng thành viên đông nhất trong họ Cá bướm. Các loài trong chi này được phân bố trải rộng trên khắp các vùng biển thuộc Ấn Độ Dương, Thái Bình Dương và Đại Tây Dương.

## Từ nguyên
Từ chaetodon được ghép bởi hai âm tiết trong tiếng Hy Lạp cổ đại: khaítē (χαίτη; "tóc") và odoús (ὀδούς; "răng"), hàm ý đề cập đến bộ răng có dạng sợi cứng như bàn chải của loài điển hình C. capistratus.

## Phân loại học
Ước tính, hai chi Chaetodon và Prognathodes tách nhau từ tổ tiên chung gần nhất vào khoảng 24 triệu năm trước. Chaetodon sau đó lại tách thành 4 nhánh lớn, kéo dài từ khoảng 20 đến 14 triệu năm.
Chaetodon là chi có tình trạng phân loại học phức tạp nhất trong họ Cá bướm. Tính đến hiện tại, có tất cả 87 loài được công nhận trong chi này, được chia vào thành nhiều phân chi. Những phân chi này có khả năng sẽ được công nhận là những chi hợp lệ trong tương lai.

## Phân chi và các loài
Theo nghiên cứu của Fessler & Westneat (2007), Chaetodon được chia thành những phân chi sau với 4 nhánh chính:

### Nhánh 1
Nhánh này chỉ có duy nhất một phân chi là Chaetodon, bao gồm các loài sau đây:
- Chaetodon capistratus Linnaeus, 1758
- Chaetodon ocellatus Bloch, 1787
- Chaetodon hoefleri Steindachner, 1881
- Chaetodon robustus Günther, 1860

Những loài dưới đây được một số nhà ngư học xếp vào phân chi Chaetodon, nhưng số khác lại xem chúng thuộc nhóm incertae sedis:
- Chaetodon assarius Waite, 1905
- Chaetodon dialeucos Salm & Mee, 1989
- Chaetodon humeralis Günther, 1860
- Chaetodon marleyi Regan, 1921
- Chaetodon sanctaehelenae Günther, 1868
- Chaetodon striatus Linnaeus, 1758

### Nhánh 2
Nhánh này bao gồm 4 phân chi:

#### Lepidochaetodon
- C. interruptus
- C. kleinii
- C. nippon
- C. unimaculatus

- Chaetodon daedalma Jordan & Fowler, 1902
- Chaetodon interruptus Ahl, 1923
- Chaetodon kleinii Bloch, 1790
- Chaetodon litus Randall & Caldwell, 1973
- Chaetodon nippon Steindachner & Döderlein, 1883
- Chaetodon smithi Randall, 1975
- Chaetodon trichrous Günther, 1874
- Chaetodon unimaculatus Bloch, 1787

#### Roaops
- Chaetodon burgessi Allen & Starck, 1973
- Chaetodon declivis Randall, 1975
- Chaetodon flavocoronatus Myers, 1980
- Chaetodon mitratus Günther, 1860
- Chaetodon tinkeri Schultz, 1951

#### Exornator
- C. citrinellus
- C. guttatissimus
- C. miliaris
- C. multicinctus
- C. pelewensis
- C. punctatofasciatus
- C. quadrimaculatus

- Chaetodon citrinellus Cuvier, 1831
- Chaetodon dolosus Ahl, 1923
- Chaetodon guentheri Ahl, 1923
- Chaetodon guttatissimus Bennett, 1833
- Chaetodon miliaris Quoy & Gaimard, 1825
- Chaetodon multicinctus Garrett, 1863
- Chaetodon pelewensis Kner, 1868
- Chaetodon punctatofasciatus Cuvier, 1831
- Chaetodon quadrimaculatus Gray, 1831
- Chaetodon sedentarius Poey, 1860

#### Rhombochaetodon
- C. fremblii
- C. madagaskariensis
- C. mertensii
- C. paucifasciatus
- C. xanthurus

- Chaetodon argentatus Smith & Radcliffe, 1911
- Chaetodon blackburnii Desjardins, 1836
- Chaetodon fremblii Bennett, 1828
- Chaetodon madagaskariensis Ahl, 1923
- Chaetodon mertensii Cuvier, 1831
- Chaetodon paucifasciatus Ahl, 1923
- Chaetodon xanthurus Bleeker, 1857

### Nhánh 3
Nhánh này bao gồm 6 phân chi:

#### Corallochaetodon
- C. austriacus
- C. lunulatus
- C. melapterus
- C. trifasciatus

- Chaetodon austriacus Rüppell, 1836
- Chaetodon lunulatus Quoy & Gaimard, 1825
- Chaetodon melapterus Guichenot, 1863
- Chaetodon trifasciatus Park, 1797

#### Citharoedus
- C. meyeri
- C. ornatissimus
- C. reticulatus

- Chaetodon meyeri Bloch & Schneider, 1801
- Chaetodon ornatissimus Cuvier, 1831
- Chaetodon reticulatus Cuvier, 1831

#### Gonochaetodon
- C. baronessa
- C. larvatus
- C. triangulum

- Chaetodon baronessa Cuvier, 1829
- Chaetodon larvatus Cuvier, 1831
- Chaetodon triangulum Cuvier, 1831

#### Tetrachaetodon
- C. bennetti
- C. plebeius
- C. speculum

- Chaetodon andamanensis Kuiter & Debelius
- Chaetodon bennetti Cuvier, 1831
- Chaetodon plebeius Cuvier, 1831
- Chaetodon speculum Cuvier, 1831
- Chaetodon zanzibarensis Playfair, 1867

#### Megaprotodon
- C. trifascialis

- Chaetodon trifascialis Quoy & Gaimard, 1825

#### Discochaetodon
- Chaetodon aureofasciatus Macleay, 1878
- Chaetodon octofasciatus Bloch, 1787
- Chaetodon rainfordi McCulloch, 1923
- Chaetodon tricinctus Waite, 1901

### Nhánh 4
Nhánh này chỉ bao gồm duy nhất Rabdophorus, là phân chi có số lượng thành viên đông nhất:
- C. adiergastos
- C. ephippium
- C. falcula
- C. lineolatus
- C. lunula
- C. melannotus
- C. rafflesii
- C. semilarvatus
- C. ulietensis
- C. vagabundus

- Chaetodon adiergastos Seale, 1910
- Chaetodon auriga Forsskål, 1775
- Chaetodon auripes Jordan & Snyder, 1901
- Chaetodon collare Bloch, 1787
- Chaetodon decussatus Cuvier, 1829
- Chaetodon ephippium Cuvier, 1831
- Chaetodon falcula Bloch, 1795
- Chaetodon fasciatus Forsskål, 1775
- Chaetodon flavirostris Günther, 1874
- Chaetodon gardineri Norman, 1939
- Chaetodon leucopleura Playfair, 1867
- Chaetodon lineolatus Cuvier, 1831
- Chaetodon lunula (Lacépède, 1802)
- Chaetodon melannotus Bloch & Schneider, 1801
- Chaetodon mesoleucos Forsskål, 1775
- Chaetodon nigropunctatus Sauvage, 1880
- Chaetodon ocellicaudus Cuvier, 1831
- Chaetodon oxycephalus Bleeker, 1853
- Chaetodon pictus Forsskål, 1775
- Chaetodon rafflesii Bennett ?, 1830
- Chaetodon selene Bleeker, 1853
- Chaetodon semeion Bleeker, 1855
- Chaetodon semilarvatus Cuvier, 1831
- Chaetodon ulietensis Cuvier, 1831
- Chaetodon vagabundus Linnaeus, 1758
- Chaetodon wiebeli Kaup, 1863
- Chaetodon xanthocephalus Bennett, 1833

## Hóa thạch

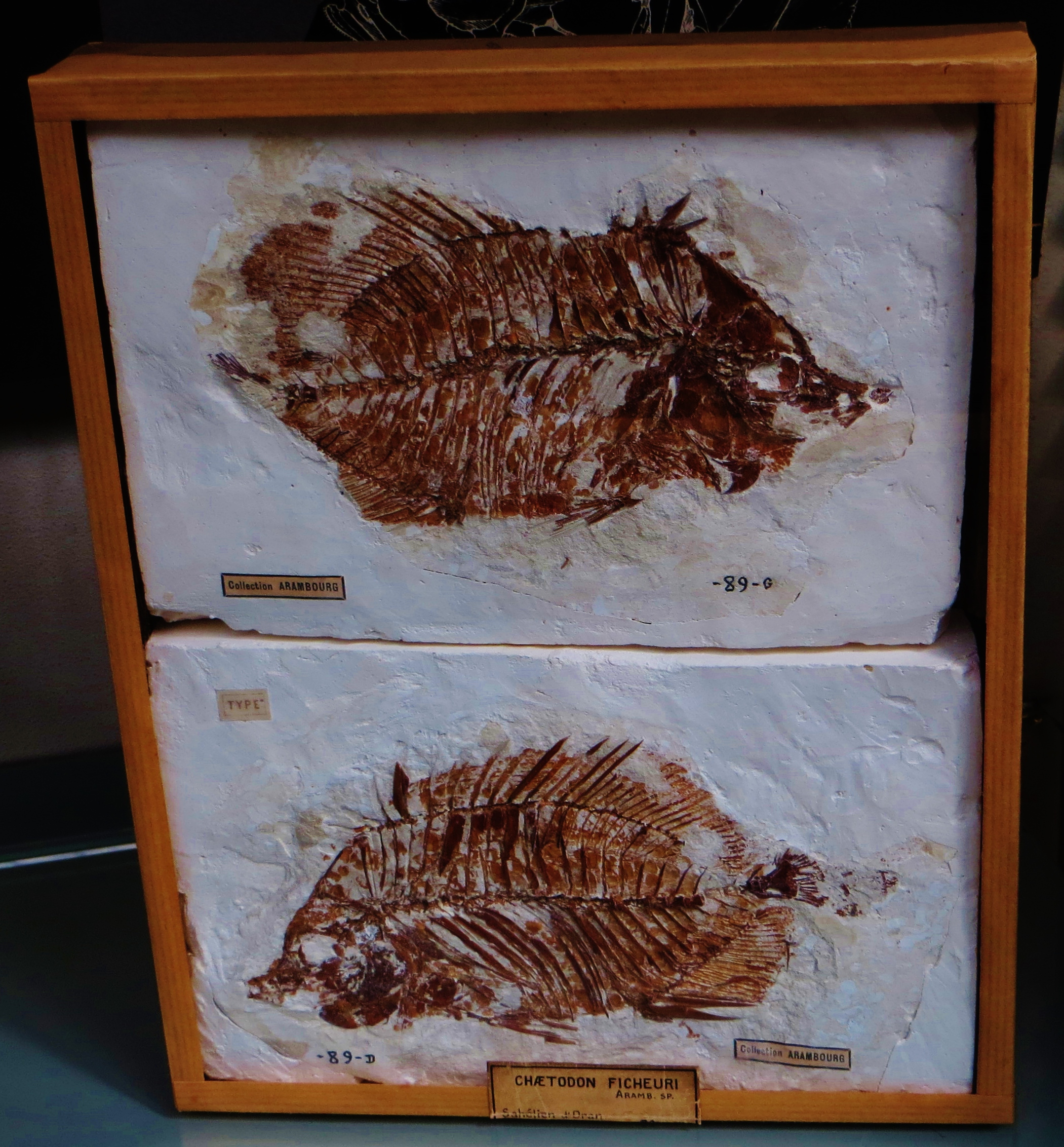
Mẫu hóa thạch của C. ficheuri tại Bảo tàng Lịch sử Tự nhiên Quốc gia Pháp

Bằng chứng hóa thạch sớm nhất của Chaetodon có niên đại vào khoảng 7 triệu năm trước (thế Miocen), được đặt danh pháp là Chaetodon ficheuri. Sáu mẫu hóa thạch của C. ficheuri được thu thập tại lưu vực Chelif, gần thành phố Oran (tây bắc Algérie).

## Sinh thái học
Chaetodon bao gồm những loài ăn tạp (thức ăn của nhóm này chủ yếu bao gồm các loài thủy sinh không xương sống như động vật phù du) và ăn san hô chuyên biệt. Các loài ăn tạp cũng có thể ăn san hô nhưng không hoàn toàn phụ thuộc vào nguồn thức ăn này.
Ở các loài ăn san hô (không kể ăn tạp hay chuyên biệt), san hô mà chúng ăn chủ yếu là san hô cứng từ các chi Acropora (chiếm ưu thế nhất), Pocillopora, Montipora và Porites; không những vậy, một số ít loài còn ăn cả san hô mềm (như C. unimaculatus hay C. interruptus). Tuy cũng là loài ăn san hô chuyên biệt, C. ornatissimus chỉ ăn chất nhầy tiết ra từ san hô, khác biệt hoàn toàn so với những loài cá bướm còn lại ăn chủ yếu là polyp san hô.
Trong hơn 5000 loài cá rạn san hô ngày nay, chỉ có khoảng 128 loài ăn san hô, và trong số này chỉ có 41 loài ăn san hô cứng. Hơn nữa, 25 trong số 41 loài này thuộc họ Cá bướm. Ghi nhận ước tính sớm nhất về sự ăn san hô ở họ Cá bướm là khoảng 15,7 triệu năm trước, tiến hóa từ nhánh 3 của Chaetodon.
Các loài Chaetodon thường kết đôi với nhau và cùng bảo vệ một lãnh thổ chung. Điển hình như C. lunulatus, một loài có sự chung thủy lâu dài với bạn đời, khi có thể kết đôi cùng nhau đến 7 năm. Những cá thể cùng giới ở vài loài cũng có thể bắt cặp với nhau nhằm mục đích canh chừng các loài săn mồi, như đã thấy ở C. melannotus. Một vài loài có xu hướng sống đơn độc và chỉ kết đôi với nhau vào thời điểm sinh sản, như C. rainfordi, C. plebeius hay C. trifascialis.

## Lai tạp
Có ít nhất 40 trường hợp tạp giao được ghi nhận ở Chaetodon, bao gồm cả những trường hợp kết đôi khác loài. Trong số này, C. auriga có thể tạp giao đến 8 loài khác, nhiều nhất trong chi Chaetodon.